# Infomatum A/S
Infomatum A/S var et datterselskab af Dansk Lægemiddel Information A/S. 
Infomatum A/S var officiel udbyder af lægemiddelinformation i Danmark og var et samarbejde mellem Lægeforeningen og Dansk Lægemiddel Information 
Infomatum stod bag udgivelsen af Medicin.dk (tidligere Lægemiddelkataloget®) og Medicin.dk kittelbogen (tidligere Medicinfortegnelsen). Bøgerne var henvendt til sundhedsfagligt personale såsom læger, farmaceuter, sygeplejersker og farmakonomer. De indeholdt informationer om lægemidler og deres kliniske anvendelse. Forfatterne var primært læger , men redaktionen skete i samarbejde med både læger, farmaceuter og lægemiddelproducenter.
Infomatum A/S blev stiftet i 2004 og nedlagt i 2010. 
- Danmarks Apotekerforening
- Danske Patienter
- Lægemiddelindustriforeningen (Lif)

## Fodnoter
1. 1 2  dli.dk
2. ↑  "Infomatum.dk – Forfattere". Arkiveret fra originalen 23. februar 2010. Hentet 5. maj 2009.